# 王荆山
王荆山（1876年1月11日—1952年3月19日），又名王琳，吉林长春大屯人。中国企业家。

## 生平
家境贫寒，父亲王永祯租地耕种，农闲做豆腐走屯串户叫卖。王荆山13岁才入私塾读书，15岁被迫辍学。随二叔去黑龙江省瑷珲，在“和顺成”银匠铺学银匠手艺。1897年北渡黑龙江赴俄罗斯从事小商贩，掌握了俄语。1900年底归国。1901年为“八国联军”中侵占东北的俄军采办军需，赚得了经商创业的“第一桶金”2000多卢布。1903年为塞尔维亚人开办“乔亚辛”火磨受雇“跑外”，1914年苏伯金回俄后，王荆山以4.9万卢布获得了“亚乔辛火磨”。1914年9月12日，王荆山将“亚乔辛火磨”更名为“裕昌源火磨”。1915年春，在东大桥附近购下头道沟“满铁附属地”内英商伊达洋行的土地7000坪（2.3公顷），并用2500日元获得铁路专用线的使用权，又用7000元奉大洋建起了“磨楼子”等厂房，从俄国采购机器设备，聘请了俄国人担任技师，1917年底“裕昌源”新厂建成投产，雇佣60名工人，每昼夜可磨小麦45吨，生产“三羊牌”面粉年盈利15万元。1918年收购吉林市的恒茂火磨改称裕昌源吉林火磨。1921年投资2万元成为益通商业银行董事长。1922年起，历任长春市城市建设和整顿市容筹备会委员、长春头道沟商务会会长、日中合资的长春信托会社社长等职。1926年建成裕昌源哈尔滨分号。在黑龙江安达收购裕达火磨（位于安达镇铁西一道街，1961年为县粮食局下属的安达县制粉厂，5层的磨楼子现存）。后在长春开办烧锅、碾米厂、陶瓷厂，涉足房产，拥有房产数千间。在大连设出口部，由其弟王焕卿担任经理，每年出口黄豆近万吨，获利达几十万元。
九一八事变后为日本扶植的满洲国效力，1940年出任萨尔瓦多驻满洲国名誉领事，王荆山的住宅外悬挂了领事的牌子，升起了萨尔瓦多国旗。历任新京特别市咨议、日满实业协会常务理事、中央禁烟促进会委员、满洲军援产业株式会社社长、银行协会会长、统制经济协力会会长、新京防范协会会长、新京面粉业榨油业组合的理事，新京烧酒中央会会长等。1941年，王荆山又出资50万元，由其长子王秉公出面，在长春东郊兴隆山开办“大名陶瓷厂”。1943年，王荆山带头在新京、哈尔滨、大连、安东等地组织“飞机募捐”活动。1945年被苏军捕获，旋即取保获释。1946年1月，王荆山逃往哈尔滨躲避苏军收押，8月绕道吉林市返回长春。因为“裕昌源火磨”及其私宅被驻军征用，王荆山便迁往其女儿家居住。1951年4月在镇反运动中又被捕，1952年因“汉奸卖国”罪被处死。